# Цинкалюмініт
Цинкалюмініт (рос. цинкалюминит; англ. zincaluminite; нім. Zink-Aluminit m) — мінерал, водний основний сульфат цинку й алюмінію.
Від цинк… і назви мінералу алюмініту (E.P.Bertrand, A.Damour, 1881).

## Опис
Хімічна формула: Zn3Al3[(OH)13SO4]·2H2O.
Містить (%): ZnO — 38,19; Al2O3 — 23,92; SO3 — 12,52; H2O — 25,37.
Сингонія гексагональна. Форми виділення: дрібні пластинки, коломорфні агрегати і кірки, щітки дрібних тонких пластинок. Густина 2,26. Твердість 3,0-3,5. Колір білий до голубувато-білого, блідо-голубого, блідо-зеленого. В шліфі безбарвний. Розчиняється в кислотах і лугах. Зустрічається разом із смітсонітом та іншими вторинними мінералами в зонах окиснення і цинкових рудах Лавріона (Греція).